# Aipysurus foliosquama
Aipysurus foliosquama là một loài rắn trong họ Rắn hổ. Loài này được Smith mô tả khoa học đầu tiên năm 1926.
Hiện nay loài rắn này đang ở tình trạng cực kỳ nguy cấp vì môi trường sống bị thu hẹp quá mức và số lượng loài còn trong tự nhiên là không rõ. Vào tháng 12 năm 2015, một quần thể loài này được phát hiện ở khu vực phía tây bắc nước Úc, trước đó, người ta ước tính có khoảng 1700 cá thể còn tồn tại trong tự nhiên.